# Susan Muwonge
Susan Muwonge (1977) es una piloto de rallies ugandesa. Es maestra en el colegio St Francis Junior School. Está casada y tiene cuatro hijos.  En 2011 se convirtió en la primera mujer en ganar el título del Campeonato Nacional de Rally de Uganda. En su país es nombrada "Super Lady" (súper dama o súper mujer). Por su desempeño deportivo ha sido nominada varias ocasiones al Premio USPA (USPA Award), otorgado por la Asociación Ugandesa de Prensa Deportiva (Uganda Sports Press Association,USPA), el cual ha ganado también en algunas ocasiones, siendo la primera en julio de 2009, lo que la convirtió en la segunda mujer en obtenerlo.

## Trayectoria
Mowonge tuvo su primer contacto con competiciones deportivas en carreras de ciclismo en su época de estudiante de secundaria. Su inspiración de competir contra hombres en un deporte considerado exclusivamente masculino y de gente rica, la tomó de las pilotos Leila The Blick Bullet Mayanja y de Rosette The Flying Chick Lwakataka.
Mowonge ha participado en el Rally Perla de África desde 2007, siempre ocupando un sitio entre los primeros cinco lugares.

## Otros
En 2011 la cadena Al Jazeera produjo un documental titulado The Super Ladies (las súper mujeres) acerca de la vida de Muwonge, Mayanja y Lwakataka, y sus dificultades para sobresalir en la edición 2009 del Rally Perla de África.